# Medal Sztabu Generalnego Wojska Polskiego
Odznaka okolicznościowa „Medal Sztabu Generalnego Wojska Polskiego” – forma uhonorowania osób zasłużonych w kultywowaniu niepodległościowych tradycji Sił Zbrojnych RP.

Medal jest symbolem więzi łączącej wyspecjalizowaną grupę żołnierzy, której spoiwem są: specjalistyczne wyszkolenie, etos służby oraz charakter wykonywanych zadań. Nadanie medalu jest zewnętrzną formą wyróżnienia służbowego stanowiącego wyraz uznania dla ofiarnej służby oraz powodem do dumy z przynależności do grona kadry zawodowej i pracowników Sztabu Generalnego Wojska Polskiego.

Medal decyzją z dnia 12 czerwca 2024 ustanowił Minister Obrony Narodowej.

## Zasady nadawania
Prawo do otrzymania medalu przysługuje:
1. Szefowi Sztabu Generalnego Wojska Polskiego – z tytułu objęcia stanowiska;
2. żołnierzom zawodowym, którzy służą w SG WP co najmniej dwa lata i w dwóch ostatnich opiniach służbowych otrzymali średnią ocenę dobrą (4,00) lub wyższą;
3. pracownikom resortu obrony narodowej po przepracowaniu w SG WP co najmniej trzech lat;
4. innym osobom fizycznym i prawnym szczególnie zasłużonym dla SG WP, Sił Zbrojnych RP albo osobom, które przyczyniły się do zwiększenia potencjału obronnego lub umocnienia obronności Polski[a].

Medal nadaje Szef SG WP.
Prawo do posiadania medalu tracą osoby skazane prawomocnym wyrokiem sądu za przestępstwo popełnione z winy umyślnej lub niskich pobudek. W uzasadnionych przypadkach prawa do medalu mogą być pozbawieni żołnierze prawomocnie ukarani za przewinienia dyscyplinarne.
Decyzję o pozbawieniu prawa do medalu podejmuje Szef SG WP z własnej inicjatywy albo na wniosek Komisji.
Medal wręcza Szef SG WP lub wyznaczeni przez niego przedstawiciele, w tym: Zastępcy Szefa SG WP, szefowie komórek organizacyjnych tworzących SG WP oraz ich zastępcy.

## Wygląd
Medal stanowi koło o średnicy 35 mm w kolorze srebrnym. Na awersie umieszczony jest pośrodku wypukły wizerunek orła (wzór 1919) ze złotymi szponami i koroną. Poniżej orła na skrzyżowanych złoconych buławach znajdują się złocone litery SG stanowiące skrót nazwy Sztabu Generalnego Wojska Polskiego. Po obu stronach orła i nad jego głową umieszczono wypukły wężyk generalski spięty na dole czterema wypukłymi gwiazdkami. Na rewersie na środku umieszczony jest dwuwierszowy, poziomy napis SZTAB GENERALNY/ WOJSKA POLSKIEGO.
Medal jest zawieszony na srebrnej wstążce szerokości 36 mm, z pionowym granatowym pasem szerokości 24 mm pośrodku i dwoma pasami koloru srebrnego szerokości 4 mm umieszczonymi w odległości 2 mm od zewnętrznych krawędzi wstążki.
Medal nosi się na lewej stronie piersi, po orderach i odznaczeniach państwowych oraz po odznaczeniach resortowych.